# Кодекс Наполеона
Ко́декс Наполео́на (фр. Code Napoléon), также Гражда́нский ко́декс (фр. Code civil) — фундаментальный законодательный акт Франции, представляющий собой масштабную кодификацию гражданского права и давший мощный толчок для последующего кодификационного процесса во многих странах мира.
Разработан и принят в начале XIX века по инициативе первого консула Французской республики Наполеона Бонапарта и действует с изменениями и дополнениями вплоть до наших дней. Целью составления Кодекса была замена действовавшего во Франции хаотичного и разрозненного массива источников гражданского права, включавшего как правовые обычаи, так и различные нормативные акты. Состоял из трёх (в настоящее время — из пяти) книг, содержащих выстроенные по институционной системе правовые нормы о статусе физических лиц, брачно-семейных отношениях, вещных правах, наследовании и обязательствах.
Принятый непосредственно после Великой французской революции, Кодекс Наполеона являлся своеобразным компромиссом между различными источниками французского права — римским правом, обычаями, королевскими указами, а также революционным законодательством; кроме того, при его составлении широко использовались достижения юридической науки. Кодекс отверг существовавшие сословные различия и привилегии и послужил одной из основ формирования нового буржуазного общества, закрепив в своих нормах секуляризацию семейных отношений, равенство участников гражданского оборота, неприкосновенность частной собственности, свободу заключения гражданско-правовых договоров и в то же время — патриархальные взгляды на брак и семью, характерные для рубежа XVIII—XIX веков. С точки зрения юридической техники Кодекс отличается стройностью изложения, гибкостью и чёткостью формулировок и определений, что наряду с прогрессивными нормами явилось одной из причин его ассимиляции правовыми системами десятков стран Европы, Америки и других частей света.

## Источники права Франции до Великой французской революции

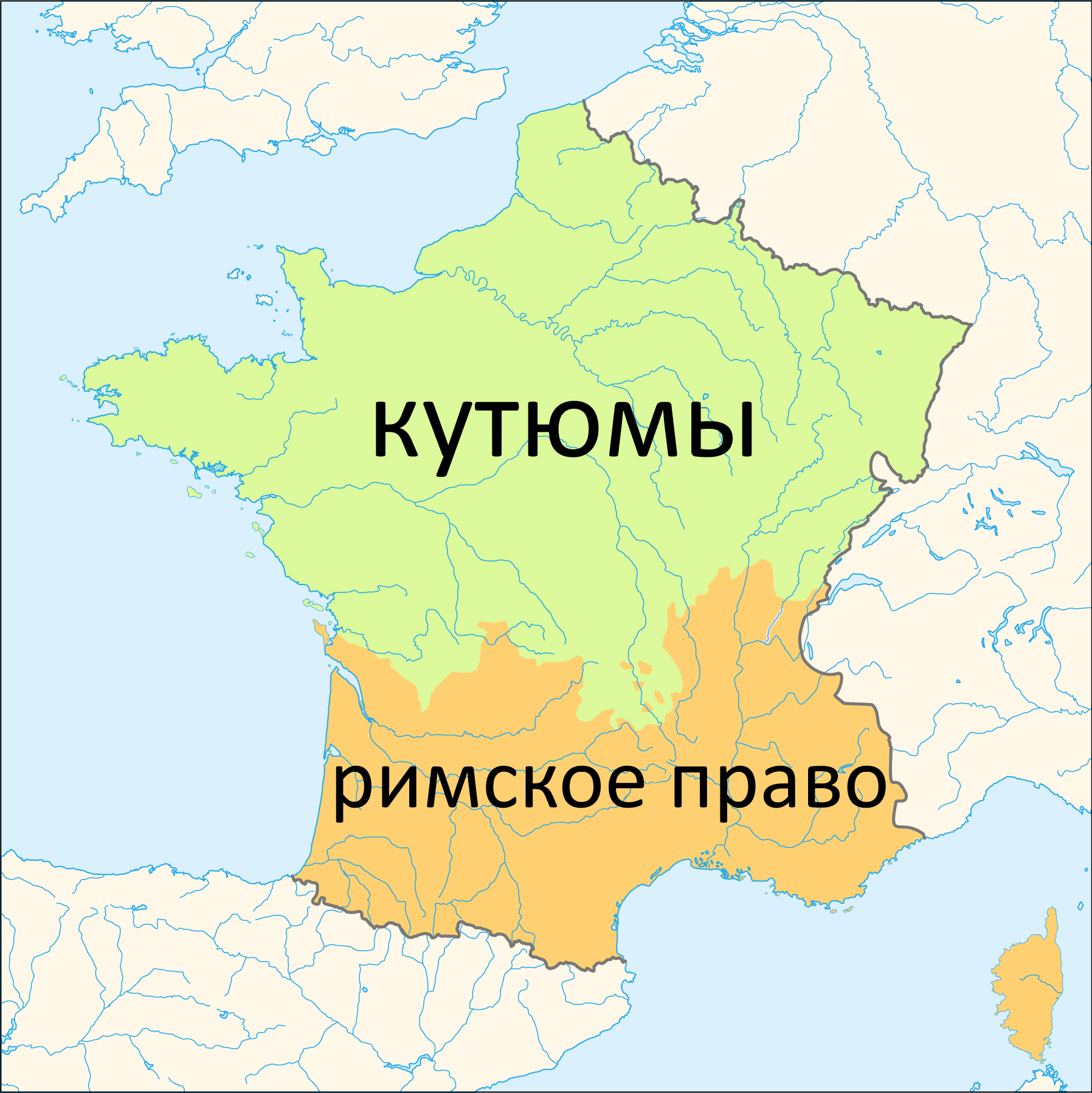
Карта территорий, на которых действовали кутюмы и римское право

### Сборники кутюмов

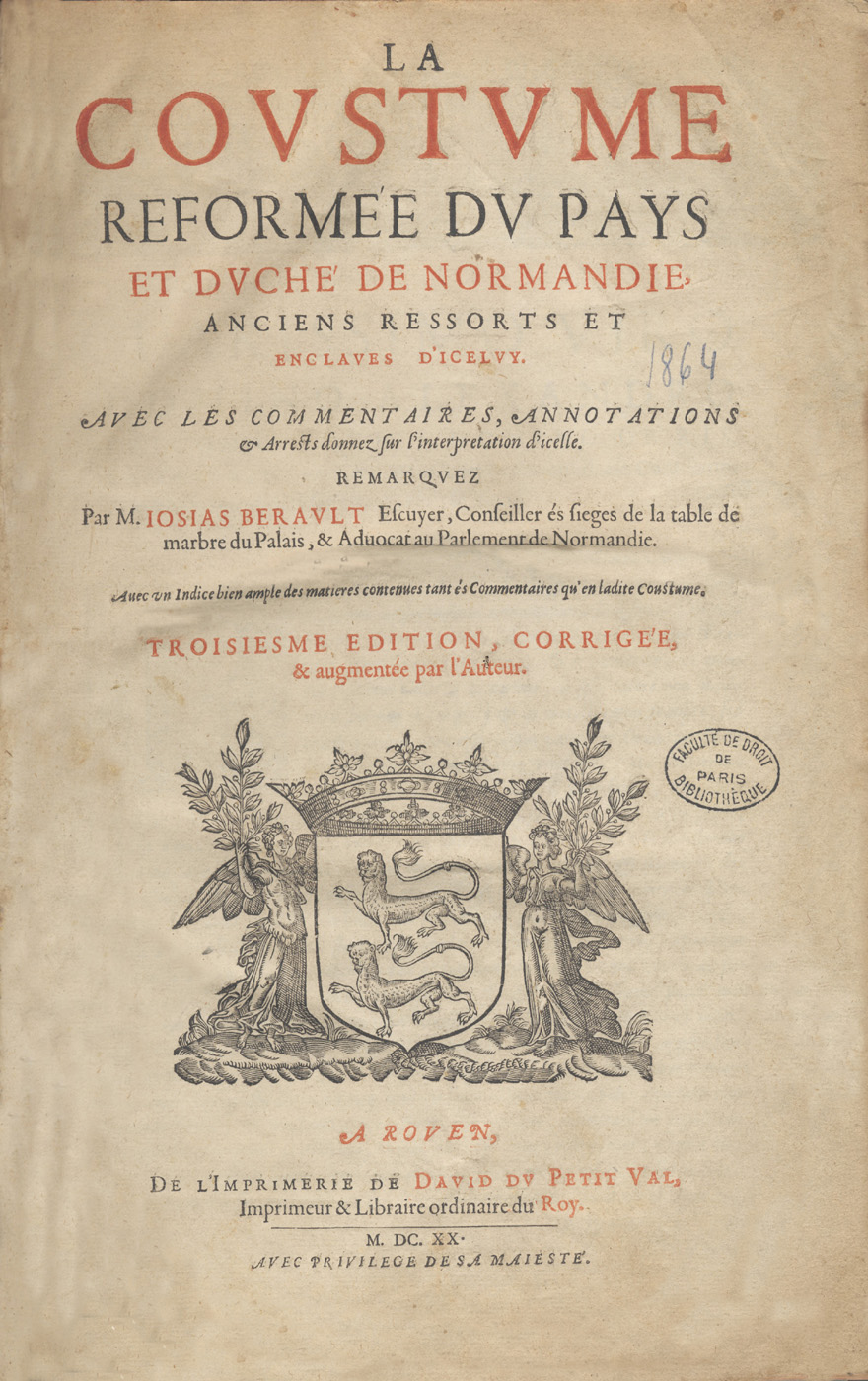
Кутюмы Нормандии

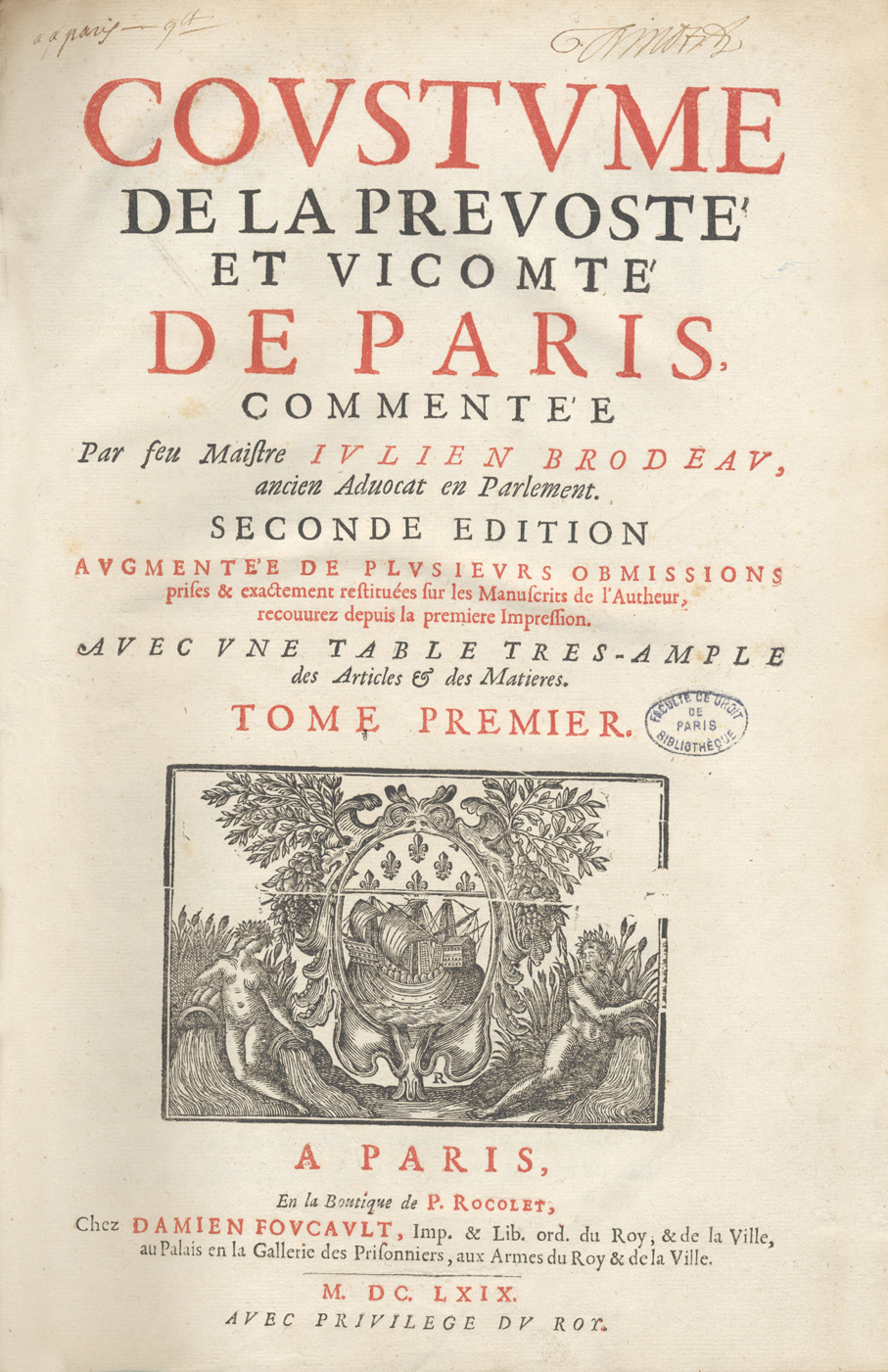
Кутюмы Парижа

### Королевские ордонансы

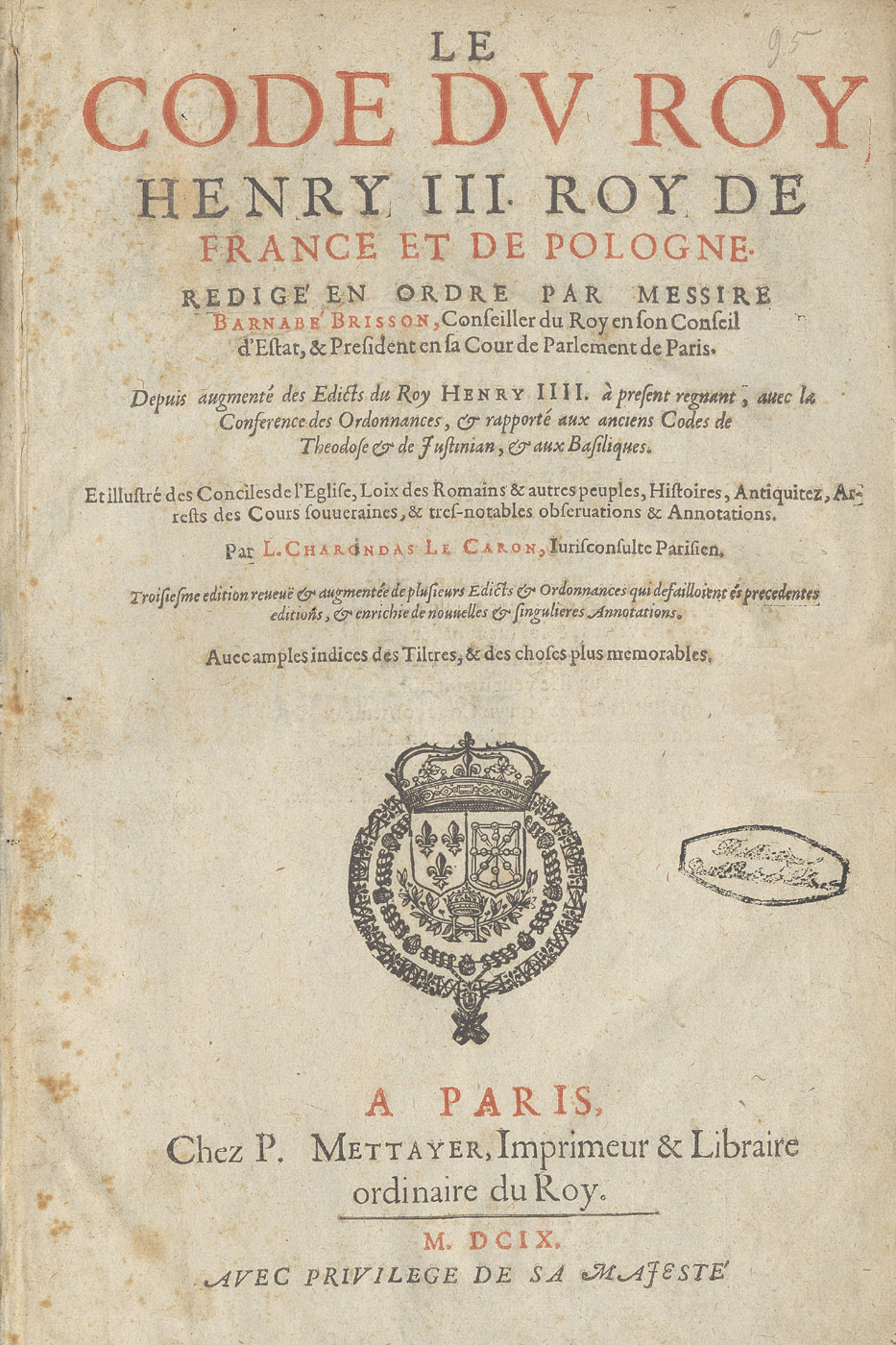
Кодекс короля Генриха III

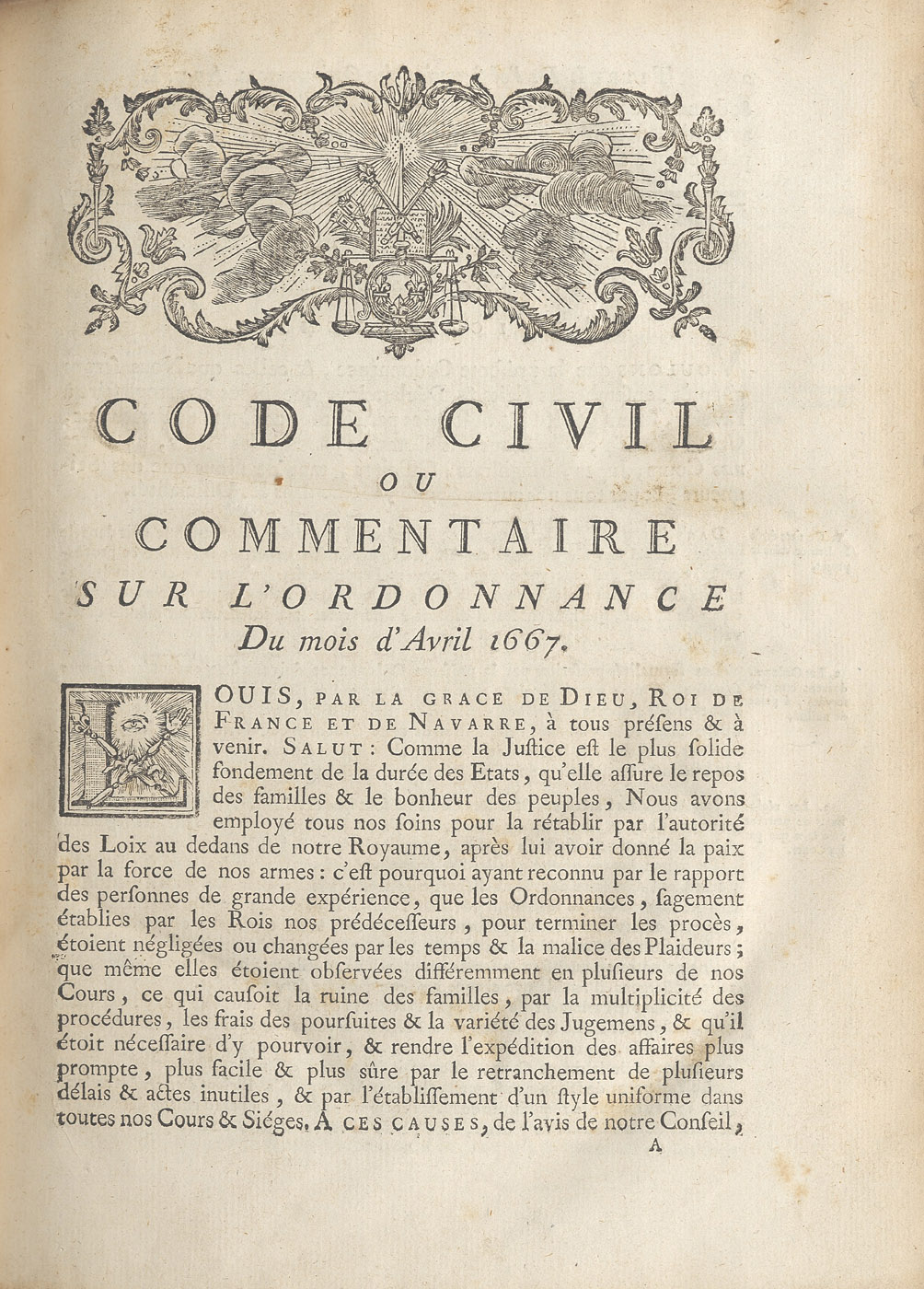
«Гражданский кодекс, или Комментарий к апрельскому ордонансу 1667 года»

## Предыстория кодификации

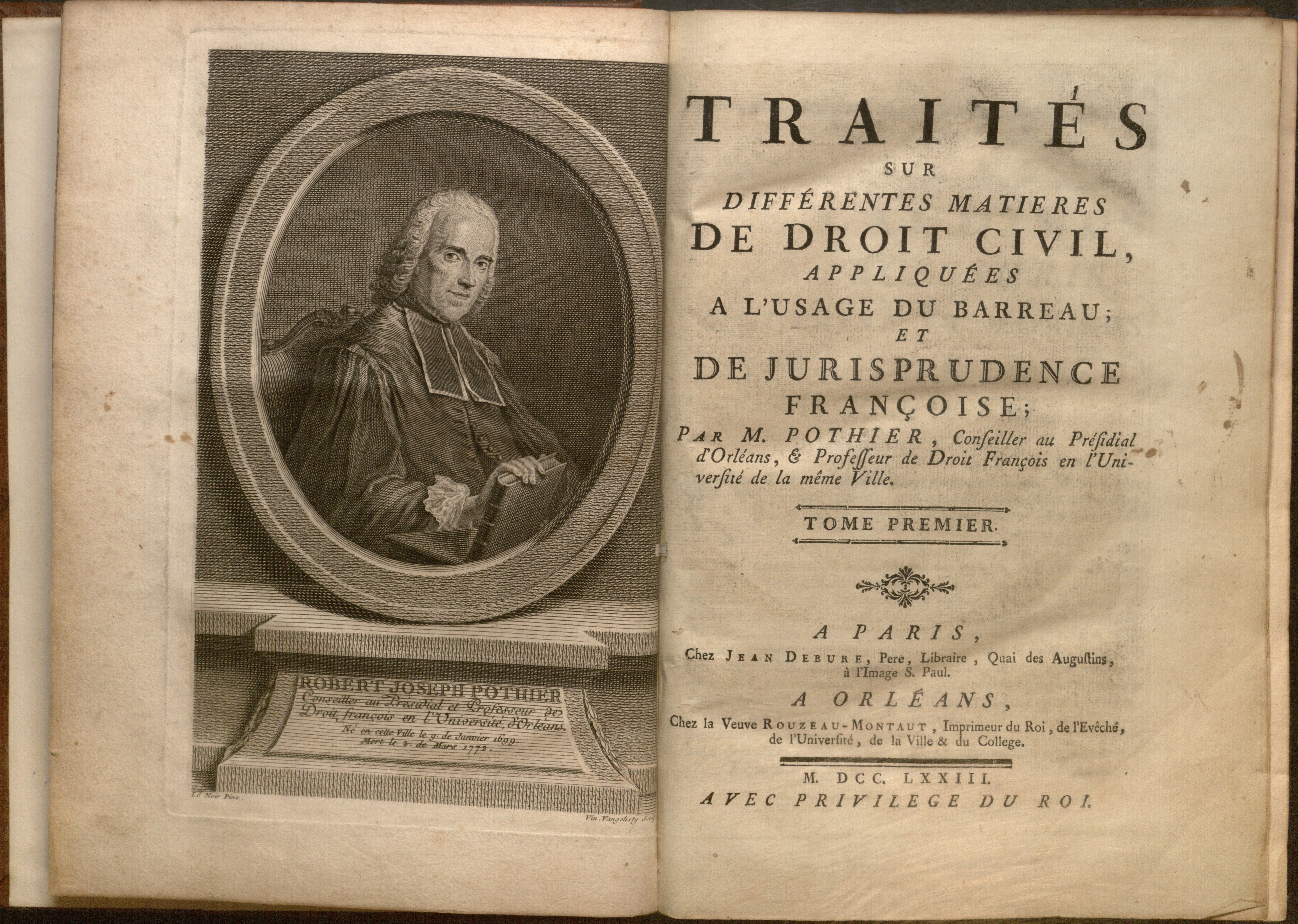
«Трактат об отдельных вопросах гражданского права» с портретом Потье

### Проекты Гражданского кодекса Камбасереса

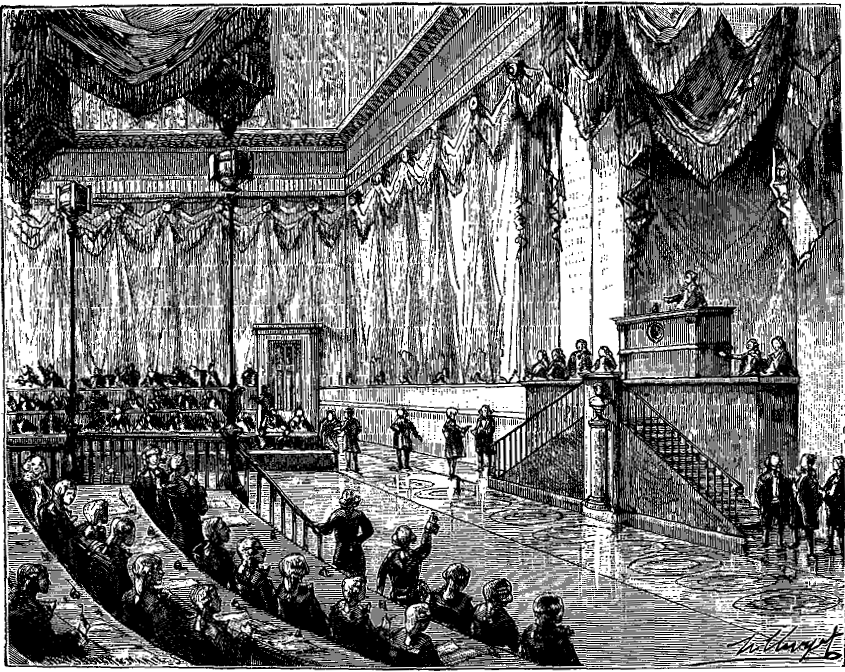
Заседание Конвента

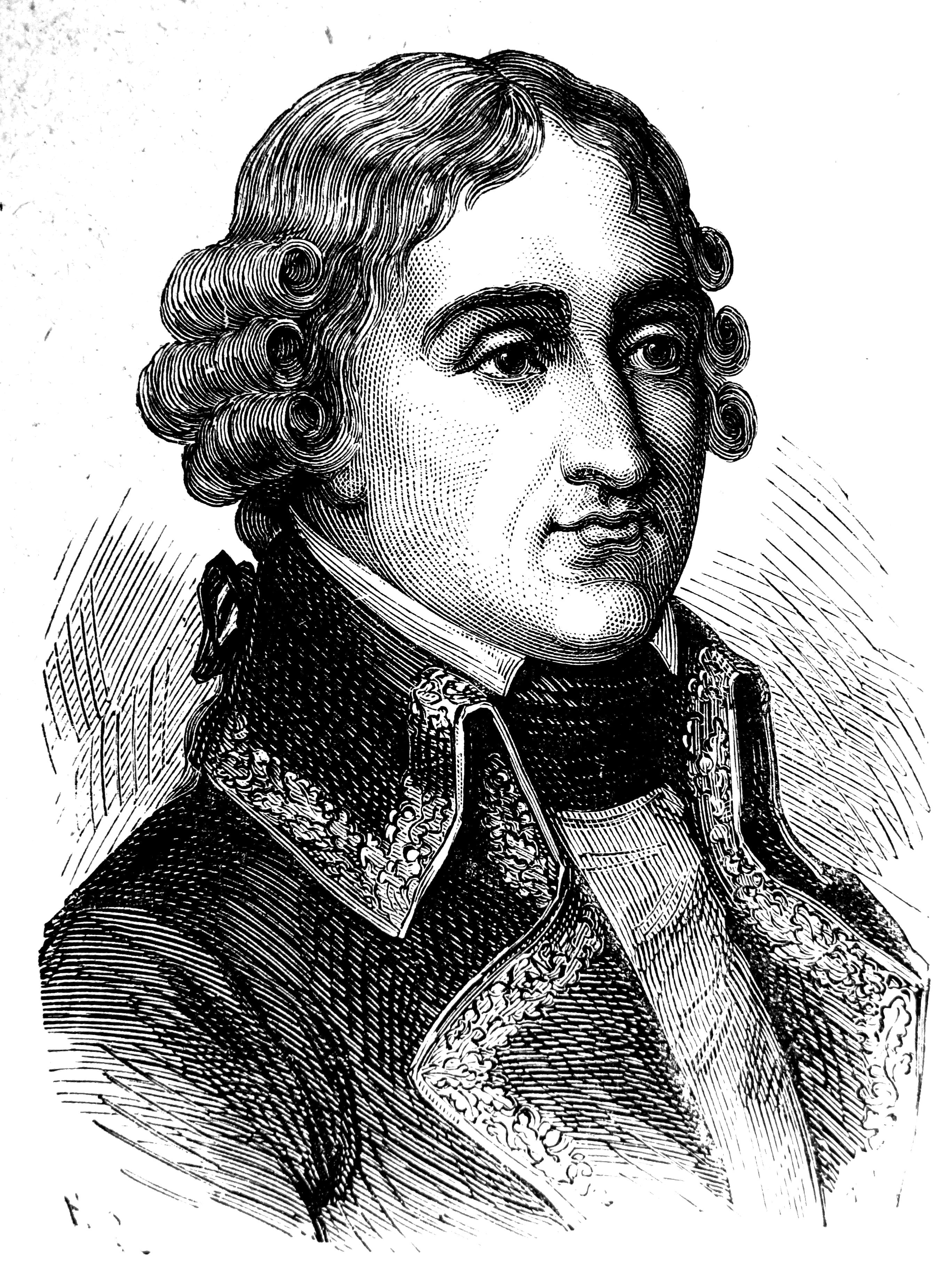
Ж.-Ж. де Камбасерес

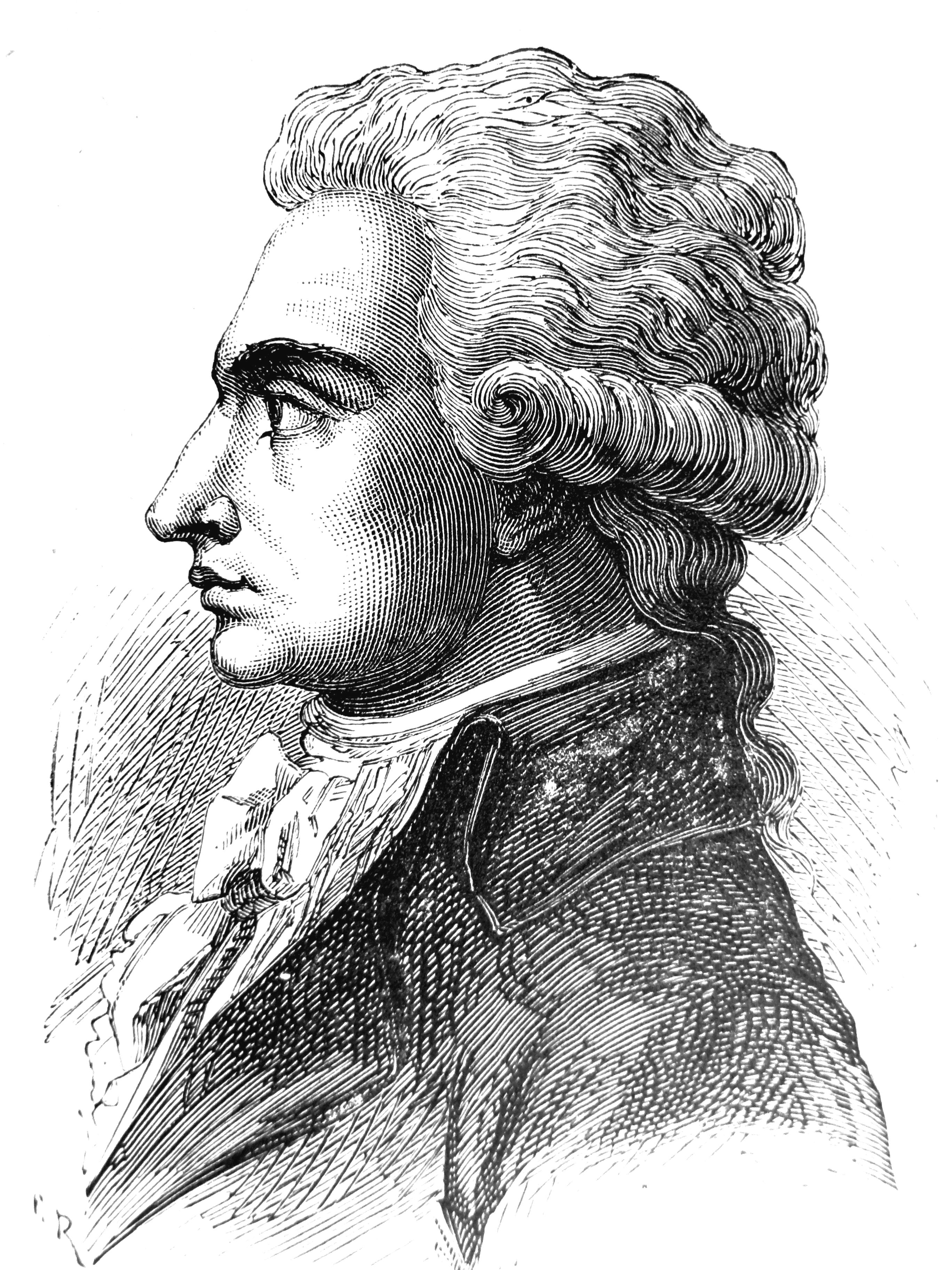
Ф.-А. Мерлен де Дуэ

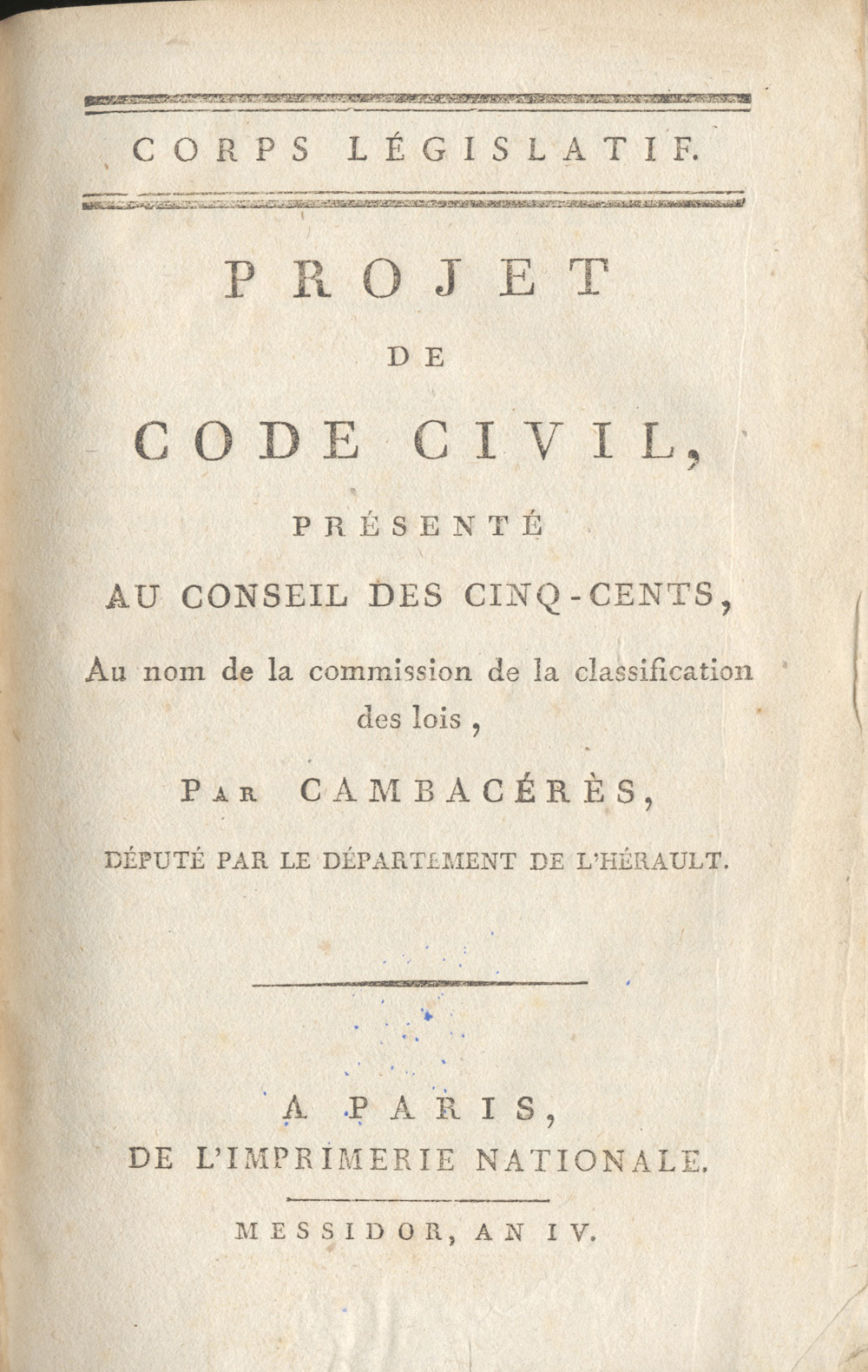
Третий проект Камбасереса

### Проекты Гражданского кодекса Тарже и Жакмино

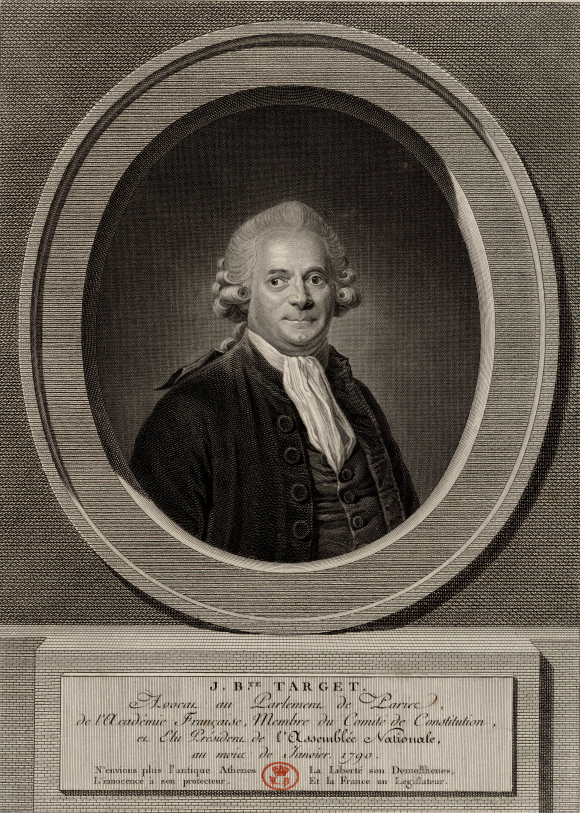
Г.-Ж.-Б. Тарже

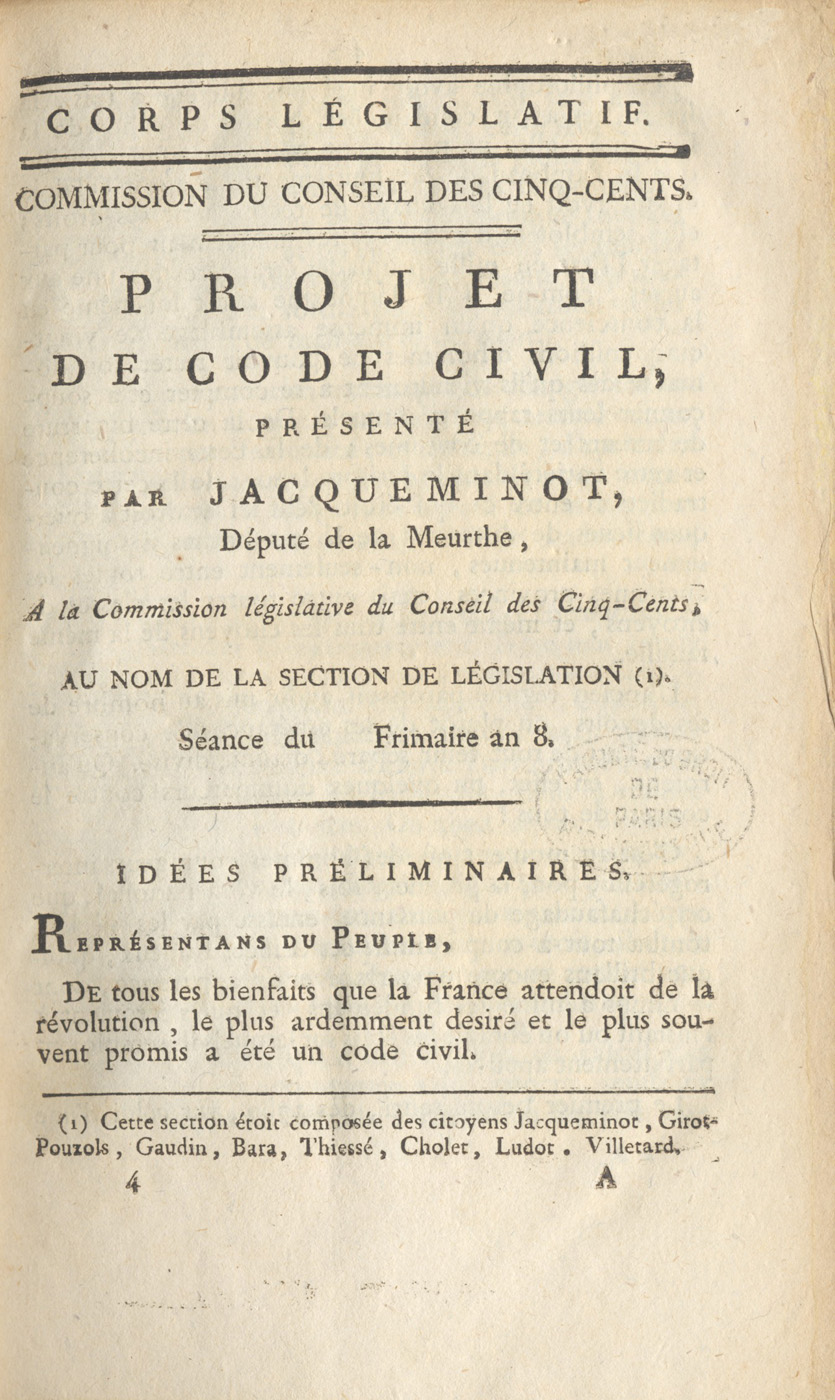
Проект Жакмино